# Кишкова псевдообструкція
Кишкова псевдообструкція (КПО), інтестинальна псевдообструкція (ІПО), кишкова псевдонепрохідність – це клінічний синдром, спричинений серйозним порушенням здатності кишечника проштовхувати їжу. Характеризується ознаками та симптомами кишкової обструкції (непрохідності) без будь-яких уражень у просвіті кишечника.  Клінічні прояви нагадують ті, що спостерігаються при механічній кишковій обструкції, і можуть включати біль у животі, нудоту, здуття живота, блювання, дисфагію та запор   залежно від ураженої частини шлунково-кишкового тракту.
Це складний для діагностики стан, що вимагає виключення будь-якої іншої механічної причини обструкції.  У багатьох пацієнтів діагноз встановлюють на пізніх стадіях захворювання, після появи додаткових симптомів. Також важко точно визначити смертність. В одному ретроспективному дослідженні було оцінено, що смертність при хронічній кишковій псевдообструкції (ХКПО) становить від 10 до 25% і значно варіюється залежно від причини.  Якщо КПО спостерігається менше шести місяців, вона визначається як гостра КПО  або синдром Огілві . Довший період КПО вважається хронічним.  Через складність діагностики існує мало досліджень, які намагалися оцінити її поширеність. 
КПО може розвинутися в будь-якому віці. Більшість досліджень, що описують ХКПО, проводяться у дітей.    КПО може бути первинним станом (ідіопатичним або спадковим) або спричиненим іншим захворюванням (вторинним).  КПО може бути результатом безлічі причин, включаючи інфекційну, паразитарну, аутоімунну, генетичну, вроджену, неврологічну, токсичну, ендокринологічну або анатомічну патологію.
Лікування КПО спрямоване на підтримку харчування, покращення моторики кишечника та мінімізацію хірургічного втручання.  В хронічних випадкаї може відбуватися надмірний ріст бактерій тонкого кишечника, він проявляється у вигляді мальабсорбції, діареї та дефіциту поживних речовин , що може вимагати застосування антибіотиків.

## Клінічна картина
Клінічні ознаки КПО можуть включати біль у животі, нудоту, здуття живота, блювання, дисфагію та запор. Симптоми залежать від місця ураження шлунково-кишкового тракту  та тривалості хвороби. Симптоми можуть виникати періодично та протягом тривалого періоду часу. Нерідко пацієнти звертаються до лікаря кілька разів через неспецифічний характер симптомів.  Умови та початок захворювання відрізнятися залежно від того, чи є воно первинним, чи вторинним, а також від основного захворювання (якщо КПО є вторинним проявом) та його лікування.
Симптоми, що вказують на запущену хворобу та можливу кишкову недостатність, включають діарею, втрату апетиту, сепсис, здуття живота, втому, ознаки зневоднення та мальабсорбції, включаючи дефіцит поживних речовин та кал із неприємним запахом.  

## Етіологія
При первинній хронічній КПО (більшість хронічних випадків) стан є наслідком порушення здатності кишечника переміщувати їжу. Їх можна загалом класифікувати як міопатії (коли уражена гладка мускулатура), мезенхімопатії (коли уражені інтерстиціальні клітини Кахаля) або нейропатії (коли уражена нервова система) шлунково-кишкового тракту. 
У деяких випадках, схоже, існує генетичний фактор.  Одна форма пов'язана з геном DXYS154, деякі - з дефектним геном ACTG2 
Вторинна хронічна КПО може виникати як наслідок низки інших станів, зокрема:
- Хвороба Гіршпрунга [18] – відсутність нервових клітин товстої кишки
- Хвороба Шагаса – хронічна паразитарна інфекція товстої кишки, що призводить до втрати нервових закінчень
- Хвороба Кавасакі [19] [20] – рідкісне проявлення цього конкретного аутоімунного захворювання судинної системи
- Хвороба Паркінсона - пов'язана з нейродегенерацією шлунково-кишкового тракту
- Аутоімунні стани — такі стани, як системний червоний вовчак та склеродермія, призводять до відкладення колагену в судинах [21] та порушення моторики шлунково-кишкового тракту
- Мітохондріальна хвороба [22] - КПО є відомим проявом мітохондріальної хвороби
- Ендокринні розлади [4]
- Деякі ліки. [15]

Цей термін може використовуватися як синонім ентеральної нейропатії, якщо є підозра на неврологічну причину.

## Діагностика

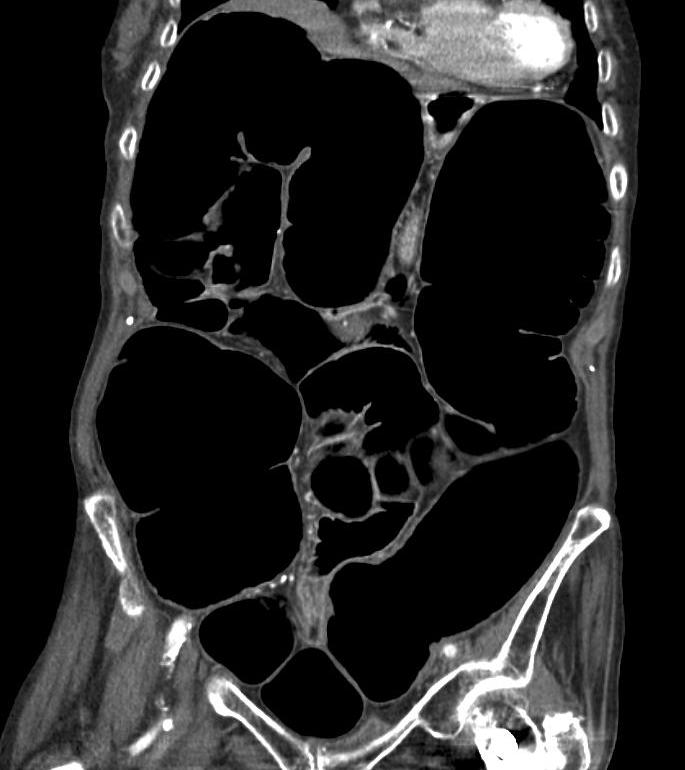
КТ-сканування, що показує корональний зріз живота літньої жінки з КПО.

Симптоми КПО неспецифічні. Нерідко пацієнти звертаються до лікаря повторно та проходять численні обстеження.  Для постановки діагнозу псевдообструкції необхідно виключити механічні причини кишкової обструкції. Також необхідно спробувати визначити, чи є КПО первинною чи вторинною.  Діагностичне обстеження може включати: 
- Дослідження моторики шлунка
- Візуалізаційні дослідження:

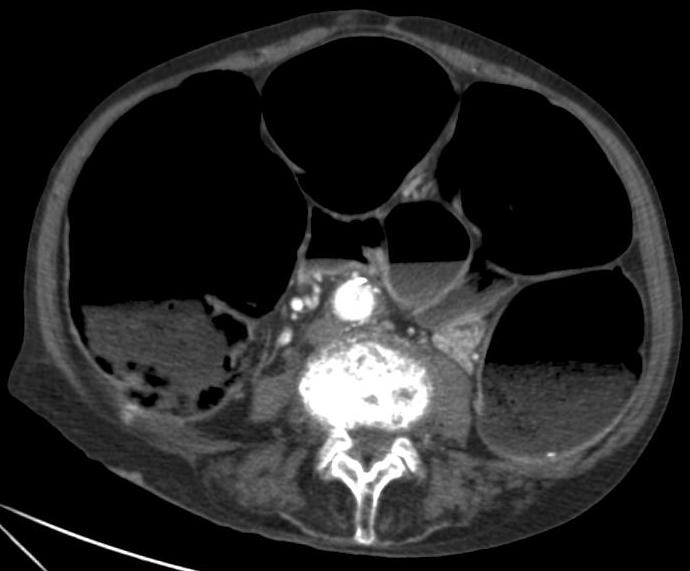
КТ-сканування, що показує поперечний розріз живота літньої жінки з КПО

  -  КТ-сканування, що показує поперечний розріз живота літньої жінки з КПО Рентгенівське дослідження – може показувати рівень повітря над  рідиною в кишечнику (спостерігається при справжній механічній кишковій обструкції)
  - КТ-сканування
  - Барієва клізма
- Аналізи крові
- Верхня та нижня ендоскопії
- Манометрія – використовується для вимірювання тиску в стравоході та шлунку

### Класифікація
Псевдообструкційні синдроми класифікуються як гострі або хронічні залежно від їх клінічної картини. 
Гостра псевдообструкція товстої кишки (ГОТК, іноді відома як синдром Огілві) призводить до значного розширення товстої кишки. Якщо не провести декомпресію, може виникнути перфорація, перитоніт та смерть. 
Хронічна кишкова псевдообструкція – це хронічне захворювання. 

## Лікування
Лікування КПО (гострої чи хронічної) спрямоване на усунення хвороби та/або управління наявними ускладненнями. Основна увага приділяється лікуванню болю, шлунково-кишкових симптомів, дефіциту поживних речовин, водного балансу, контролю інфекцій та покращенню якості життя. При вторинній ХКПО, лікування спрямоване на усунення основного захворювання. У важких випадках ХКПО іноді потрібне хірургічне втручання.

### Медикаментозне лікування
Прукалоприд,   піридостигмін,  метоклопрамід, цисаприд, еритроміцин,  та октреотид    – це препарати, спрямовані на покращення моторики кишечника.
Кишковий застій, який може призвести до надмірного росту бактерій і, як наслідок, діареї або мальабсорбції, лікується антибіотиками.
Дефіцит поживних речовин лікують, заохочуючи пацієнтів уникати продуктів, які збільшують здуття живота та важко перетравлюються (наприклад, продуктів з високим вмістом жиру та клітковини), вживати невеликі часті прийоми їжі (5–6 на день), зосереджуючись на рідинах та м’якій їжі. Може бути корисним зменшення споживання цукрових спиртів, що погано засвоюються. Рекомендується звернутися до акредитованого дієтолога. Якщо зміни в дієті не дозволяють задовольнити потреби в поживних речовинах та енергії, використовується ентеральне харчування. Багатьом пацієнтам зрештою потрібне парентеральне харчування. 
Повне парентеральне харчування (ППХ) – це форма тривалого харчування, призначена для пацієнтів з тяжкою псевдообструкцією. Пацієнтам, залежним від ППХ, потрібні часті огляди для контролю функції катетера, перевірки рівня печінкових ферментів та оцінки наявності ознак інфекцій крові. Формат ТПП зазвичай змінюється залежно від втрати/збільшення ваги та результатів аналізу крові, і спеціально розробляється для задоволення потреб кожного окремого пацієнта. 

### Операції
Декомпресія кишечника шляхом розміщення трубки в невеликій стомі також може бути використана для зменшення розтягнення та тиску всередині кишечника. Стома може бути гастростомою, єюностомою, ілеостомою або цекостомою. Їх можна використовувати для годування (наприклад, гастростома та єюностома) або для промивання кишечника.
Колостомія або ілеостомія можуть обійти уражені ділянки, якщо вони розташовані дистально (після) стоми. Наприклад, якщо уражена лише товста кишка, може бути корисною ілеостомія. Будь-яка з цих стом зазвичай розміщується на рівні пупка пацієнта або на кілька сантиметрів нижче, за рекомендацією лікаря, залежно від ураженої ділянки кишечника, а також з урахуванням комфорту пацієнта та майбутнього фізичного розвитку дітей. 
Повне видалення товстої кишки, яке називається колектомією або резекцією уражених частин товстої кишки, може знадобитися, якщо частина кишки гине (наприклад, при токсичному мегаколоні) або якщо наявна окрема ділянка порушення моторики.
Проводилися випробування стимуляторів шлунка та товстої кишки. Це смужки, які розміщуються вздовж товстої кишки або шлунка, створюють електричний розряд для контрольованого скорочення м'яза.
Потенційним, хоча й радикальним, рішенням є трансплантація кишечника. Ця операція доречна лише у випадку кишкової недостатності. Ці операції найчастіше описуються у дітей.   Описана операція, що включала багатоорганну трансплантацію підшлункової залози, шлунка, дванадцятипалої кишки, тонкої кишки та печінки. 

### Потенційні методи лікування
Необхідні подальші дослідження інших методів лікування, які можуть полегшити симптоми. До них належать трансплантація стовбурових клітин    та трансплантація фекальної мікробіоти . Канабіс  не досліджувався при ХКПО і будь-які твердження щодо його ефективності є спекулятивними.

## Супутні розлади
- Синдром Огілві: гостра псевдообструкція товстої кишки у тяжкохворих ослаблених пацієнтів.
- Хвороба Гіршпрунга: розширення товстої кишки через недостатній розвиток вегетативних гангліїв .
- Кишкова нейрональна дисплазія: захворювання рухових нейронів, що ведуть до кишечника.
- Кишкова обструкція: механічна або функціональна непрохідність кишечника, найчастіше через спайки, грижі або новоутворення.
- Кишкова нейропатія: альтернативна назва, яку іноді використовують для діагностики у Великій Британії